# Dolgij put
Dolgij put (russisk: Долгий путь) er en sovjetisk spillefilm fra 1956 af Leonid Gajdaj og Valentin Nevzorov.

## Medvirkende
- Sergej Jakovlev som Vasilij Kruglikov
- Vladimir Belokurov som Latkin
- Kjunna Ignatova som Raisa Fedosejeva
- Leonid Gubanov som Dmitrij Orestovitj
- Nikifor Kolofidin